# Gondenans-Montby
Gondenans-Montby è un comune francese di 168 abitanti situato nel dipartimento del Doubs nella regione della Borgogna-Franca Contea.

## Società

### Evoluzione demografica
Abitanti censiti